# 1745 год в музыке

## События
- 16 апреля Иоганн Себастьян Бах возрождает анонимный пассион «Страсти по Луке» BWV 246 (BC D 6а), исполнив его с дополнительным хоралом самого Баха в Церкви Святого Николая в Лейпциге.
- Томас Арн расширяет оркестр в Воксхолл-Гарденз, приняв в его состав Джона Хебдена[англ.] в качестве главного виолончелиста и фаготиста.
- Джованни Баттиста Пешетти возвращается в Венецию и становится вторым органистом собора Святого Марка.
- Бах исполняет страстную кантату Wer ist der, so von Edom kömmt (BC D 10).

## Классическая музыка
- Георг Фридрих Гендель — оратория «Геркулес» (нем. Hercules).

## Опера
- Фердинандо Бертони — La Vedova accorta (первая опера композитора).
- Георг Фридрих Гендель — Comus (основана на одноимённой маске Джона Мильтона).
- Жан-Филипп Рамо — «Платея» (фр. Platée; «лирическая комедия»).
- Жан-Жак Руссо — Les Muses galantes.
- Георг Кристоф Вагензейль — «Ариодант» (Ariodante, на либретто А. Сальви).

## Публикации
- Луи-Антуан Дорнель[фр.] — Le tour du clavier sur tous les tons.

## Родились
- Февраль (крещён 20 февраля) — Иоганн Петер Саломон, немецкий и английский скрипач, дирижёр, композитор, импресарио (умер 1815).
- 7 мая — Карл Филипп Стамиц, немецкий композитор и скрипач чешского происхождения, крупный представитель «мангеймской школы» (умер 1801)
- 18 августа — Людвиг Фишер, немецкий оперный певец, один из знаменитых басов своего времени (умер 1825).
- 9 декабря — Магдалена Лаура Сирмен, итальянская скрипачка, ученица Джузеппе Тартини, оперная певица, композитор и музыкальный деятель (умерла 1818).
- 25 декабря — шевалье де Сен-Жорж, французский композитор, дирижёр, скрипач-виртуоз, королевский мушкетёр, уроженец Гваделупы, получил прозвища «чернокожий Моцарт» и «чернокожий Дон Жуан» (умер 1799).
- дата неизвестна — Баддели[англ.], английская актриса, певица и куртизанка (умерла в 1786).

## Умерли
- 18 февраля — Никола Фаго, итальянский композитор и педагог (род. в 1677)
- March 15 марта — Мишель Де Ла Барр, французский флейтист, гобоист, волынщик (мюзетчик) и композитор (род. в 1675).
- 27 апреля — Жан-Батист Морен[фр.], французский композитор, считается создателем французской кантаты (род. в 1677).
- 9 мая — Томазо Антонио Витали, итальянский композитор и скрипач, старший сын Джованни Батиста Витали (род в 1663).
- 25 июня — Иоганн Вильгельм Дрезе[англ.], немецкий композитор, член музыкальной династии Дрезе (род в 1677).
- 28 июня — Антуан Форкре, французский композитор и один из крупнейших гамбистов эпохи (род. в 1672).
- 24 октября — Антонио Верачини[англ.], итальянский композитор и скрипач эпохи барокко (род. в 1659).
- 6 декабря — Кристоф Фёрстер[англ.], немецкий композитор эпохи барокко (род. в 1693).
- 23 декабря — Ян Дисмас Зеленка, чешский и немецкий композитор эпохи барокко (род. 1679).
- дата неизвестна — Чарльз Коффи[англ.], ирландский драматург, аранжировщик и оперный либреттист (год рождения неизвестен).